# Vroedschap

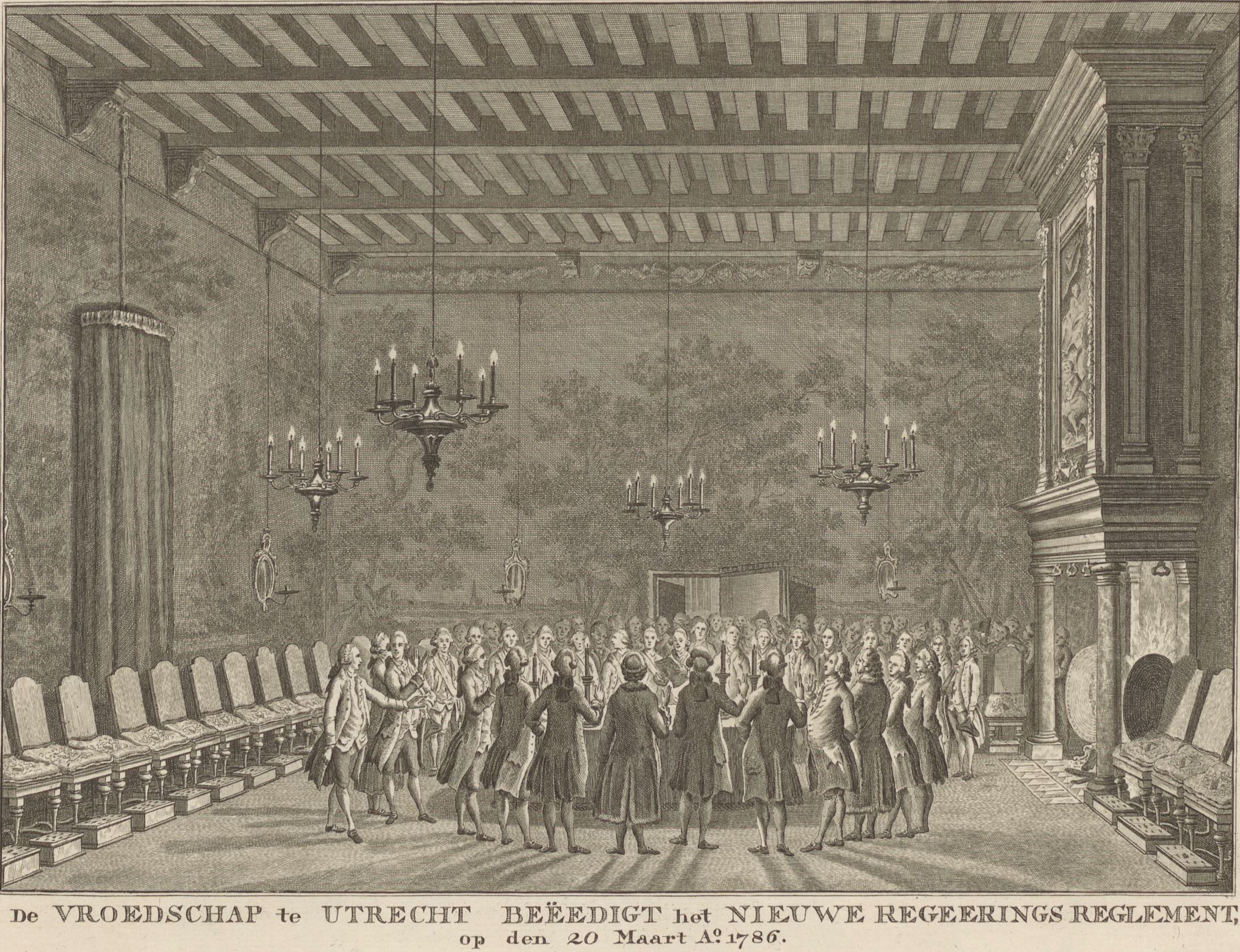
Réunion du vroedschap d'Utrecht en 1768 (gravure publiée en 1786).

Le vroedschap (« conseil des sages ») est le nom donné, aux Pays-Bas de l'époque moderne, aux conseils dirigeant les villes néerlandaises, entre les XIIIe et XVIIIe siècles. Un membre de ces conseils est appelé un vroedman, un sage.
De nombreuses villes néerlandaises étaient gouvernées par un conseil constitué de membres de la classe des régents, l'élite de la bourgeoisie. À la fin du Moyen Âge, les régents ont réussi à exclure de l'administration urbaine les corporations des artisans, constituant ainsi une classe dirigeante quasi-héréditaire. Cette administration varie selon les villes. Le vroedschap désigne un certain nombre de bourgmestres, généralement quatre pour une durée de quatre ans et assistés d'échevins, chargés de la gestion quotidienne de la cité. Le plus jeune de ces bourgmestres est chargé de la schutterij, la milice bourgeoise. 
Le vroedschap traite généralement des questions financières de la cité, parfois de politique provinciale ou nationale et toujours des élections aux postes d'administration locale. De fait, il s'occupe principalement des questions économiques dans lesquels ses membres ont tous des intérêts communs. À la différence des bourgmestres, les vroedschapsleden (membres du conseil municipal) sont désignés à vie. Le conseil est généralement composé de 10 à 40 membres qui se réunissent toutes les semaines. Au mois de janvier, ils choisissent un ou deux nouveaux bourgmestres et désignent leurs représentants aux États provinciaux.
L'accession au vroedschap se fait par cooptation. Les liens familiaux sont importants, de même que la richesse et le statut social. Les vroedmannen doivent satisfaire deux conditions : être calvinistes et posséder une maison. 
En temps de crise, il est arrivé que le stathouder désigne de nouveaux membres d'un vroedschap, pour s'assurer que ses partisans soient au pouvoir, bien qu'aucune base légale n'existe pour un tel acte. C'est arrivé en 1619, 1672, 1748 et 1787.